# Finella adamsi
Finella adamsi är en snäckart som först beskrevs av Dall 1889.  Finella adamsi ingår i släktet Finella och familjen Obtortionidae. Inga underarter finns listade i Catalogue of Life.